# Andrew Currie
Andrew Currie este un regizor canadian și scenarist.
Născut în Anglia, Currie a crescut în Victoria, Columbia Britanică și a studiat arta înainte de a-și manifesta interesul pentru film. În 1997, Currie s-a dus la Toronto, Ontario pentru a studia la Centrul Canadian al Filmului Norman Jewison.

## Cariera
În 2001, Currie a debutat ca regizor cu filmul Mile Zero.
În 2006, Currie a realizat primul său film cu buget mare. Fido a fost realizat cu un buget de „cca. 9 milioane $”. Filmul, influențat de „mitologia zombie a lui Romero” și de filmul lui Jacques Tourneur, I Walked with a Zombie, i-a avut în rolurile principale pe Carrie-Anne Moss, Billy Connolly și Dylan Baker.

## Filmografie parțială

### Scenarist
- Fido (2006)
- Night of the Living (1997)
- Persistence of Memory (1993)

### Regizor
- Fido (2006)
- Sleep Murder (2004) (TV)
- Mile Zero (2001)
- Twisteeria (1998) (TV)
- Night of the Living (1997)
- Persistence of Memory (1993)